# Šarovy
Šarovy jsou obec v okrese Zlín ve Zlínském kraji. Žije zde 250 obyvatel.

## Název
Jméno vesnice (později městečka) znělo zprvu Šarov, stejně se jmenoval i hrad nad ní stojící. Místní jméno bylo odvozeno od osobního jména Šar ("šerý") a znamenalo "Šarův majetek". Městečko bylo v 15. století opuštěno, začátkem 18. byla obnovena vesnice opět pod jménem Šarov, které se užívalo až do začátku 20. století, v lidové mluvě se však používalo množné číslo, snad protože jméno náleželo dvěma místům (městečku a hradu). V roce 1924 přešlo množné číslo i do úřední podoby.

## Historie
První písemná zmínka o obci pochází z roku 1360.

## Obyvatelstvo
| Rok            | 1869 | 1880 | 1890 | 1900 | 1910 | 1921 | 1930 | 1950 | 1961 | 1970 | 1980 | 1991 | 2001 | 2011 | 2021 |
| -------------- | ---- | ---- | ---- | ---- | ---- | ---- | ---- | ---- | ---- | ---- | ---- | ---- | ---- | ---- | ---- |
| Počet obyvatel | 252  | 271  | 300  | 318  | 360  | 332  | 297  | 258  | 260  | 268  | 236  | 229  | 218  | 229  | 248  |
| Počet domů     | 48   | 55   | 57   | 57   | 61   | 72   | 71   | 69   | 66   | 69   | 69   | 79   | 80   | 88   | 92   |

## Obecní správa

### Obecní symboly
Znak a vlajka byly obci uděleny rozhodnutím předsedkyně Poslanecké sněmovny Parlamentu České republiky dne 25. listopadu 2011.

## Pamětihodnosti
- Kříže
- Torzo hradu Šarov

## Spolky a sdružení
- Spolek dobrovolných hasičů
- Oddíl stolního tenisu
- Občanské sdružení Šarovské hejtmanství
- Občanské sdružení Jinákrajina

## Naučné stezky
- Naučná stezka I – kolem Strojilového nad mlynářčinou zahradou k Bernatíkově oskeruši v dolinkách, dále pak k Ondrašíkově kotovicové stodole u Drahovice
- Naučná stezka II – tato stezka vede po staré obecní cestě nad skalou dál kolem sadu (Peškovo) k příkopu, odkud lze pokračovat až k Vrchovici

## Galerie

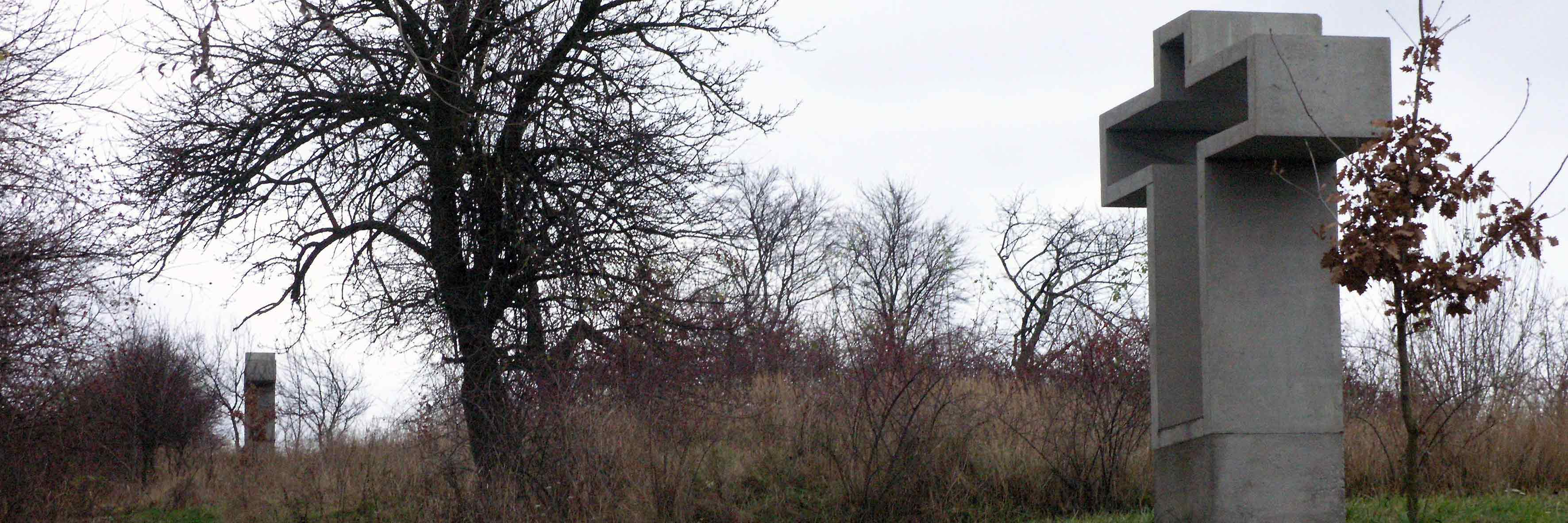
14 křížů realizováno podle návrhu Pavly Kačírkové (2006). Instalovány podél polní cesty „Drahovice“ v obci Šarovy.
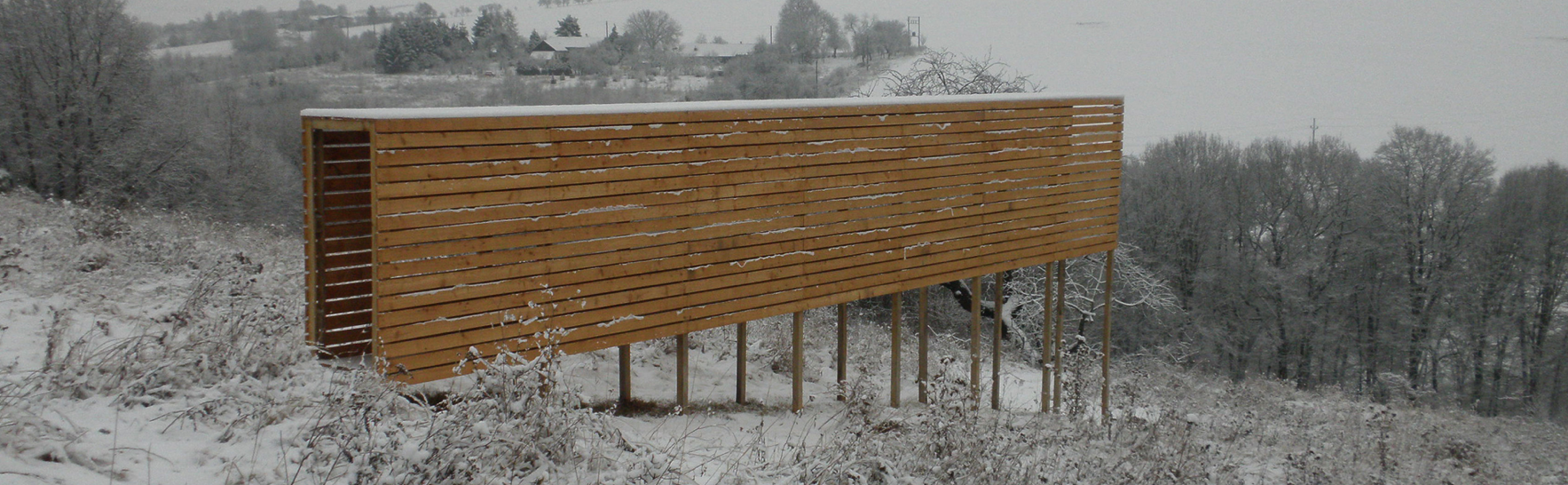
KUK – v letních měsících 2011 byl realizován dřevěný objekt s pracovním názvem POLEH (autor Jan Ambrůz)
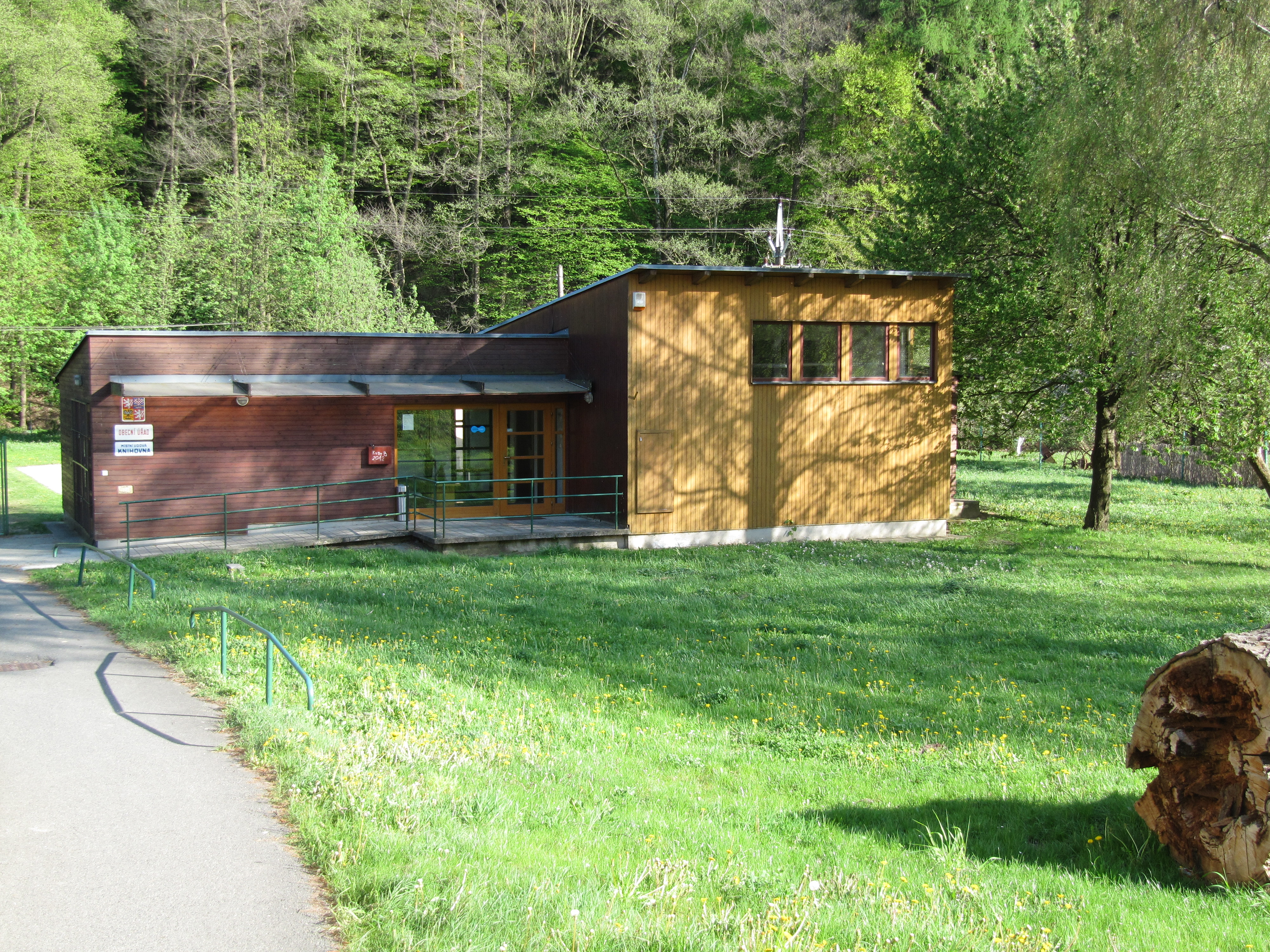
Obecní úřad
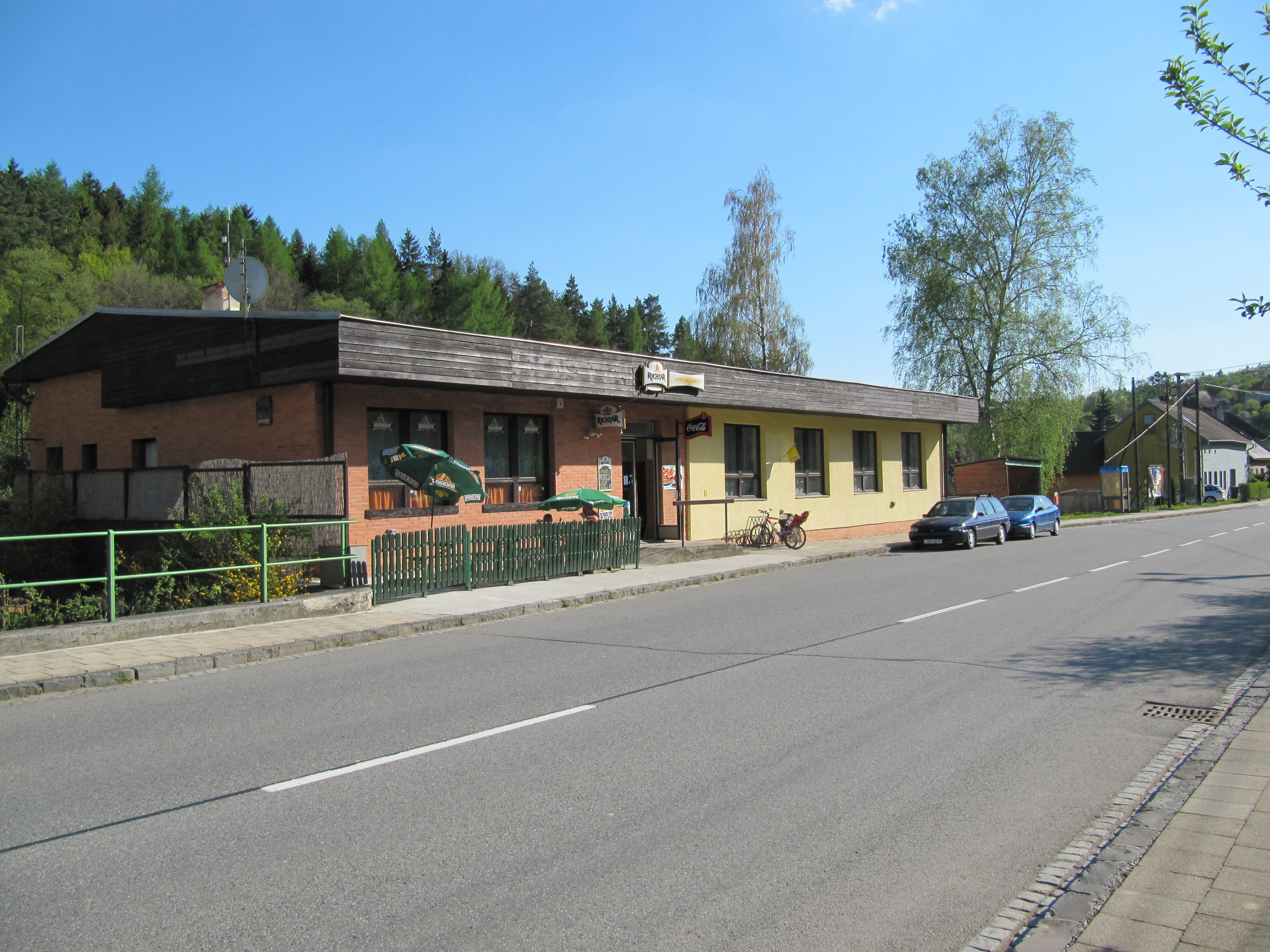
Hospoda